# Bryan Anderson
Pour les articles homonymes, voir Brian Anderson et Anderson.
Bryan Douglas Anderson (né le 16 décembre 1986 à Thousand Oaks, Californie, États-Unis) est un ancien receveur de baseball.

## Carrière
Après des études secondaires à la Simi Valley High School de Simi Valley (Californie), Bryan Anderson est repêché le 7 juin 2005 par les Cardinals de Saint-Louis au quatrième tour de sélection. Il perçoit un bonus de 1,6 million de dollars à la signature de son premier contrat professionnel le 23 juin 2005. 
Anderson passe cinq saisons en Ligues mineures sous les couleurs des Johnson City Cardinals (Rk, 2005), des Swing of the Quad Cities (A, 2006), des Springfield Cardinals (AA, 2007-2008) et des Memphis Redbirds (AAA, 2008-2009). Durant cette période, il est membre de l'équipe des États-Unis de baseball avec laquelle il remporte la Coupe du monde en 2007, .
Invité au camp d'entraînement de l'entraînement de printemps des Cardinals en mars 2010, Anderson est rapidement affecté en Triple-A. La blessure de Jason LaRue lui ouvre l'accès à l'effectif des Cards dès le 14 avril. Anderson fait ses débuts en Ligue majeure le 15 avril 2010 avec les Cardinals de Saint-Louis. Il fait son entrée en jeu comme frappeur suppléant lors d'un match contre les Astros de Houston. Anderson prend part à quatre rencontres, puis est renvoyé à Memphis, en Triple-A au retour de LaRue le 27 avril. Il retrouve les terrains de Ligue majeure le 23 août et prend part onze matchs en fin de saison. 
Après une saison 2011 entièrement passée en ligues mineures avec les Redbirds de Memphis, club-école des Cardinals, Anderson joue 10 matchs pour Saint-Louis en 2012. En 2013, il rejoint les White Sox de Chicago, qui le rappellent des mineures pour 10 matchs en cours d'année.
Il joue dans les mineures pour les Bats de Louisville, club-école des Reds de Cincinnati, en 2014, jusqu'à ce qu'il soit le 24 août échangé aux Athletics d'Oakland.

## Statistiques
| Saison | Équipe      | G  | AB | R | H | 2B | 3B | HR | RBI | SB | BA   |
| ------ | ----------- | -- | -- | - | - | -- | -- | -- | --- | -- | ---- |
| 2010   | Saint-Louis | 15 | 32 | 1 | 6 | 2  | 0  | 0  | 4   | 0  | .281 |
| Totaux | Totaux      | 15 | 32 | 1 | 6 | 2  | 0  | 0  | 4   | 0  | .281 |

Note : G = Matches joués ; AB = Passages au bâton; R = Points ; H = Coups sûrs ; 2B = Doubles ; 3B = Triples ; 
HR = Coup de circuit ; RBI = Points produits ; SB = Buts volés ; BA = Moyenne au bâton.